# Temnothorax xia
Temnothorax xia (лат.) — вид мелких муравьёв рода Temnothorax из подсемейства мирмицины (Formicidae). Встречается в Китае.

## Этимология
Видовое название T. xia происходит от слова xia (夏, «ся», лето), одному из четырёх времён года.

## Распространение
Китай: провинция Юньнань и Тибетский автономный район.

## Описание
Мелкие муравьи (около 3 мм), основная окраска тела чёрновато-коричневая. Новый вид сходен с T. chun, но отличается тем, что у нового вида дорсум головы плотно продольно морщинистый в центральной области, мезонотальный дорсум грубо сетчатый, цвет тела красновато-коричневый, брюшко чёрное; у T. chun дорсум головы слабо продольно морщинистый в центральной области, мезонотальный дорсум гладкий, цвет тела почти чёрный. Новый вид также сходен с T. lixia, но отличается тем, что у нового вида проподеальные шипы длиннее половины длины наклонной поверхности при боковом виде, петиолярный узел симметричный с широко закруглённым дорсом, дорс головы слабо продольно морщинистый; у T. lixia проподеальные шипы короче половины длины наклонной поверхности при боковом виде, петиолярный узел асимметричный с более высоким переднедорсальным углом, дорс головы густо продольно морщинистый. Этот новый вид также похож на T. qiufen, но отличается тем, что у нового вида проподеальные шипы длиннее половины длины наклонной поверхности при виде сбоку, петиолярный узел симметричный с широко закруглённым дорсом, дорс головы сплошь продольно морщинистый; у T. qiufen проподеальные шипы около половины длины наклонной поверхности в боковом виде, петиолярный узел асимметричный с прямо отогнутым переднебоковым углом, дорсум головы гладкий на центральной продольной узкой полосе, продольно морщинистый латерально. Заднегрудь угловатая, с проподеальными шипиками. Грудь и голова сверху с морщинками, профиль ровный, без промезонотального и метанотального шва. Брюшко гладкое и блестящее. Усики 12-члениковые. Вид был впервые описан в 2024 году китайскими мирмекологами Yu-Han Qian и Zheng-Hui Xu (Southwest Forestry University, Куньмин, Юньнань) по типовым материалам из Китая.

### Комментарии
1. ↑  Энтомологи назвали четыре вида муравьёв из Китая по временам года: chūn (春), xià (夏), qiū (秋), dōng (冬) и соответственно, Temnothorax chun (весна), Temnothorax xia (лето), Temnothorax qiu (осень), Temnothorax dong (зима).